# Helichrysum fulgens
Helichrysum fulgens là một loài thực vật có hoa trong họ Cúc. Loài này được Humbert & Staner mô tả khoa học đầu tiên năm 1936.